# IDOLY PRIDE

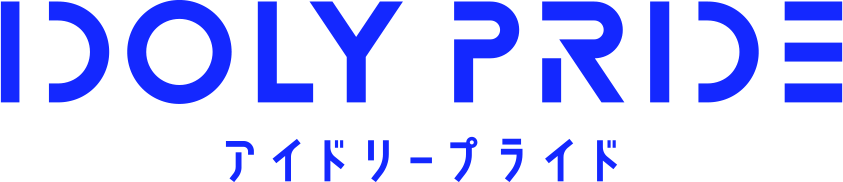

《IDOLY PRIDE》(아이돌리 프라이드)는 사이버 에이전트 그룹, Music Ray'n, 스트레이트 에지에 의한 아이돌을 테마로 한 미디어 믹스 작품이다.